# Condado de Ritchie
El condado de Ritchie (en inglés: Ritchie County), fundado en 1843, es uno de los 55 condados del estado estadounidense de Virginia Occidental. En el año 2000 tenía una población de 10.343 habitantes con una densidad poblacional de 9 personas por km². La sede del condado es Harrisville.

## Geografía
Según la Oficina del Censo, el condado tiene un área total de 1176 km² (454,1 mi²), de la cual 1176 km² (454,1 mi²) es tierra y 0 km² (0 mi²) (0,02%) es agua.

### Condados adyacentes
- Condado de Pleasants - norte
- Condado de Tyler - noreste
- Condado de Doddridge - este
- Condado de Gilmer - sureste
- Condado de Wirt - oeste
- Condado de Wood - noroeste

### Carreteras
- U.S. Highway 50
- Ruta de Virginia Occidental 16
- Ruta de Virginia Occidental 31
- Ruta de Virginia Occidental 47
- Ruta de Virginia Occidental 74

## Demografía
En el 2000 la renta per cápita promedia del condado era de $27 332, y el ingreso promedio para una familia era de $34 809. En 2000 los hombres tenían un ingreso per cápita de $28 147 versus $18 149 para las mujeres. El ingreso per cápita para el condado era de $15 175. Alrededor del 19,10% de la población estaba bajo el umbral de pobreza nacional.

## Localidades

### Pueblos
- Auburn
- Cairo
- Ellenboro
- Harrisville
- Pennsboro
- Pullman

### Otras comunidades
- Berea
- Brohard
- Fonzo
- Macfarlan
- Petroleum
- Smithville